# Новогнідська сільська рада
| Новогнідська сільська рада — колишній орган місцевого самоврядування у Синельниківському районі Дніпропетровської області з адміністративним центром у с. Новогніде. Сільській раді підпорядковані населені пункти: - с. Новогніде - с. Вербове - с. Грушувато-Криничне - с. Дубове - с. Запорожець - с. Іванівка - с. Суха Калина |

## Склад ради
Рада складається з 16 депутатів та голови.

## Керівний склад сільської ради
| ПІБ                         | Основні відомості                                                         | Дата обрання | Дата звільнення |
| --------------------------- | ------------------------------------------------------------------------- | ------------ | --------------- |
| Свинаренко Віктор Петрович  | Сільський голова, 1947 року народження, освіта, безпартійний              | 26.03.2006   | 31.10.2010      |
| Сірик Оксана Володимирівена | Сільський голова, 1973 року народження, освіта вища, член Партії регіонів | 31.10.2010   |                 |

Примітка: таблиця складена за даними джерела